# العلاقات اليمنية التونسية
العلاقات اليمنية التونسية هي العلاقات الثنائية التي تجمع بين اليمن وتونس.

## مقارنة بين البلدين
هذه مقارنة عامة ومرجعية للدولتين:
| وجه المقارنة                                              | اليمن                   | تونس                                       |
| --------------------------------------------------------- | ----------------------- | ------------------------------------------ |
| المساحة (كم2)                                             | 555.00 ألف              | 163.61 ألف                                 |
| عدد السكان (نسمة)                                         | 28.25 مليون             | 11.53 مليون                                |
| الكثافة السكانية (ن./كم²)                                 | 50.9                    | 70.47                                      |
| العاصمة                                                   | صنعاء عدن (عاصمة مؤقتة) | تونس                                       |
| اللغة الرسمية                                             | اللغة العربية           | اللغة العربية                              |
| العملة                                                    | ريال يمني               | دينار تونسي                                |
| الناتج المحلي الإجمالي (بليون دولار)                      | 18.21 مليار             | 40.26 مليار                                |
| الناتج المحلي الإجمالي (تعادل القوة الشرائية) بليون دولار | 75.69 مليار             | 129.05 مليار                               |
| الناتج المحلي الإجمالي الاسمي للفرد دولار أمريكي          | 1.41 ألف                | 3.87 ألف                                   |
| الناتج المحلي الإجمالي للفرد دولار أمريكي                 |                         | 11.44 ألف                                  |
| مؤشر التنمية البشرية                                      | 0.498                   | 0.721                                      |
| رمز المكالمات الدولي                                      | +967                    | +216                                       |
| رمز الإنترنت                                              | .ye                     | .tn                                        |
| المنطقة الزمنية                                           | ت ع م+03:00             | ت ع م+01:00، توقيت وسط أوروبا، ت ع م+02:00 |

## منظمات دولية مشتركة
يشترك البلدان في عضوية مجموعة من المنظمات الدولية، منها:
| علم المنظمة | اسم المنظمة                                                | تاريخ انضمام اليمن | تاريخ انضمام تونس |
| ----------- | ---------------------------------------------------------- | ------------------ | ----------------- |
|             | مؤسسة التنمية الدولية                                      | 22 مايو 1970       | 30 ديسمبر 1960    |
|             | الأمم المتحدة                                              | 30 سبتمبر 1947     | 12 نوفمبر 1956    |
|             | منظمة التعاون الإسلامي                                     | ?                  | ?                 |
|             | الصندوق العربي للإنماء الاقتصادي والاجتماعي                | ?                  | ?                 |
|             | وكالة ضمان الاستثمار متعدد الأطراف                         | 12 مارس 1996       | 7 يونيو 1988      |
|             | صندوق النقد العربي                                         | ?                  | ?                 |
|             | العملية المشتركة للاتحاد الأفريقي والأمم المتحدة في دارفور | ?                  | ?                 |
|             | منظمة الشرطة الجنائية الدولية                              | ?                  | ?                 |
|             | المركز الدولي لتسوية المنازعات الاستشارية                  | 20 نوفمبر 2004     | 14 أكتوبر 1966    |
|             | الاتحاد الدولي للاتصالات                                   | 1931               | 14 ديسمبر 1956    |
|             | البنك الدولي للإنشاء والتعمير                              | 3 أكتوبر 1969      | 14 أبريل 1958     |
|             | الاتحاد البريدي العالمي                                    | ?                  | ?                 |
|             | منظمة حظر الأسلحة الكيميائية                               | ?                  | ?                 |
|             | مؤسسة التمويل الدولية                                      | 22 مايو 1970       | 25 يوليو 1962     |
|             | جامعة الدول العربية                                        | 5 مايو 1945        | 1 أكتوبر 1958     |
|             | يونسكو                                                     | 2 أبريل 1962       | 8 نوفمبر 1956     |

## أعلام
هذه قائمة لبعض الشخصيات التي تربطها علاقات بالبلدين:
- عباس محسن (سياسي من تونس، 25 أكتوبر 1945 – )
- عبد الوهاب المدب (كاتب فرنسي، 17 يناير 1946[27][28] – 6 نوفمبر 2014[27])

## وصلات خارجية
- موقع وزارة الخارجية التونسية